# أليسون ويستون
أليسون ويستون (بالإنجليزية: Allison Weston)‏ (19 فبراير 1974 في الولايات المتحدة - ) هي لاعبة كرة طائرة الولايات المتحدة. شاركت في الألعاب الأولمبية الصيفية 2000.

## وصلات خارجية
- أليسون ويستون على موقع عالم الكرة الطائرة (الإنجليزية)
- أليسون ويستون على موقع أوليمبيديا (الإنجليزية)